# Владимирская (Ленинградская область)
Влади́мирская — посёлок при станции в Гатчинском муниципальном округе Ленинградской области.

## История

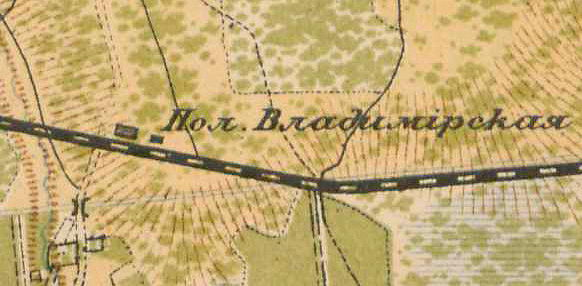
Полустанция Владимирская. 1885 год

В административных данных 1933 года посёлок Владимирская не упоминается.
По данным 1966 года посёлок при станции Владимирская находился в составе Антелевского сельсовета.
31 декабря 1970 года, согласно решению Леноблисполкома № 604, посёлок при станции Владимирская был перечислен из Антелевского сельсовета в Сусанинский сельсовет.
По данным 1973 и 1990 годов посёлок Владимирская входил в состав Сусанинского сельсовета.
В 1997 году в посёлке проживали 26 человек, в 2002 году — 64 человека (все русские), в 2007 году — 41.

## География
Посёлок расположен в северо-восточной части района у железнодорожной станции Владимирская, на линии Спб-Витебский — Луга-1.
Расстояние до административного центра поселения, посёлка Сусанино — 9 км.
Близ посёлка берёт начало река Чёрная.

## Демография
| 2007 | 2010 | 2017 |
| ---- | ---- | ---- |
| 41   | ↗72  | ↘39  |

### Национальный состав
Согласно данным Всероссийской переписи населения 2021 года в посёлке проживали 8 человек, из них:
русские — 2 человека, остальные национальность не указали.

## Улицы
17 км, 18 км, 19 км, 21 км, 9-я линия, Железнодорожная.